# Девісс (округ, Міссурі)
Шаблон:StateAbbr_ 39°58′ пн. ш. 93°59′ зх. д. / 39.96° пн. ш. 93.99° зх. д.
Округ  Девісс (англ. Daviess County) — округ (графство) у штаті Міссурі, США. Ідентифікатор округу 29061.

## Історія
Округ Дейвісс утворений в 1836 році.

## Демографія
За даними перепису 
2000 року 
загальне населення округу становило 8016 осіб, усе сільське.
Серед мешканців округу чоловіків було 3860, а жінок — 4156. В окрузі було 3178 домогосподарств, 2265 родин, які мешкали в 3853 будинках.
Середній розмір родини становив 3,02.
Віковий розподіл населення поданий у таблиці:
| Стать    | До 15 років | 15-21 | 22-29 | 30-39 | 40-49 | 50-65 | 65-85 | Понад 85 |
| -------- | ----------- | ----- | ----- | ----- | ----- | ----- | ----- | -------- |
| Чоловіки | 896         | 363   | 326   | 448   | 524   | 695   | 564   | 44       |
| Жінки    | 882         | 382   | 336   | 512   | 526   | 715   | 673   | 130      |

## Суміжні округи
- Гаррісон — північ
- Ґранді — північний схід
- Лівінгстон — південний схід
- Колдвелл — південь
- Декальб — захід
- Джентрі — північний захід

## Виноски
1. ↑  U.S. Decennial Census. United States Census Bureau. Архів оригіналу за 26 квітня 2015. Процитовано 15 листопада 2014.
2. ↑  Historical Census Browser. University of Virginia Library. Архів оригіналу за 16 серпня 2012. Процитовано 15 листопада 2014.
3. ↑  Population of Counties by Decennial Census: 1900 to 1990. United States Census Bureau. Архів оригіналу за 3 грудня 2014. Процитовано 15 листопада 2014.
4. ↑  Census 2000 PHC-T-4. Ranking Tables for Counties: 1990 and 2000 (PDF). United States Census Bureau. Архів оригіналу (PDF) за 18 грудня 2014. Процитовано 15 листопада 2014.
5. ↑  State & County QuickFacts. United States Census Bureau. Архів оригіналу за 7 червня 2011. Процитовано 8 вересня 2013.(англ.) Наведено за англійською вікіпедією.
6. ↑  American FactFinder. Бюро перепису населення США. Архів оригіналу за 21 травня 2008. Процитовано 31 січня 2008.

| США | Це незавершена стаття з географії США. Ви можете допомогти проєкту, виправивши або дописавши її. |